# Wulfhelm (Hereford)
Wulfhelm († zwischen 937 und 940) war Bischof von Hereford. Er wurde 937 zum Bischof geweiht und trat sein Amt im gleichen Jahr an. Er starb zwischen 937 und 940.